# سن-ژان-دو-لا-لاند، کبک
سن-ژان-دو-لا-لاند (به فرانسوی: Saint-Jean-de-la-Lande) شهری در منطقه شهری تمیسکوواتا ناحیه با-سن-لوران در استان کبک کانادا است. در سرشماری سال ۲۰۱۱ این شهر ۲۹۰ نفر جمعیت داشته‌است و مساحت آن ۱۰۸٫۸ کیلومتر مربع است.